# Infinite Challenge
Infinite Challenge (Hangul: 무한도전; Hancha: 無限挑戰; Muhan Dojeon, w skrócie MuDo) – południowokoreański program rozrywkowy emitowany na kanale MBC.
Od stycznia 2013 roku program miał największy udział w rynku w swoim paśmie emisji – od 13 do 17 procent koreańskich widzów oglądało Infinite Challenge w każdy sobotni wieczór, czyniąc go najczęściej oglądanym programem telewizji free-to-air w sobotnie wieczory i najczęściej oglądanym co tydzień nie serialem w Korei Południowej (z wyłączeniem specjalnych wydarzeń sportowych).
Infinite Challenge utrzymało te same godziny emisji, od premiery w kwietniu 2005 roku. Od 2009 roku trwał około 75 minut, z wyłączeniem dziesięciu minut na reklamy. Odcinki były często emitowane ponownie na kilku koreańskich kanałach telewizyjnych. Od 19 lutego 2011 roku (odc. 237) program był emitowany w wysokiej rozdzielczości. Infinite Challenge był nazywany „narodowym programem rewiowym” i „pierwszą prawdziwą rewia Korei”, odnosił sukcesy od ponad dziesięciu lat.
W marcu 2018 roku ogłoszono, że po odejściu głównego producenta Kim Tae-ho wszyscy obecni członkowie obsady wycofają się z programu kończąc jego emisję. Ostatni odcinek został wyemitowany 31 marca 2018 roku.

## Zawartość
Infinite Challenge jest uznawany za pierwszy „prawdziwy program rewiowy” w historii koreańskiej telewizji. Program jest w dużej mierze zaimprowizowany i podąża podobnym formatem programów telewizyjnych opartym na wyzwaniach, znanym niektórym widzom na Zachodzie. Wyzwania są często śmieszne, absurdalne lub niemożliwe do zrealizowania, dlatego program przyjmuje aspekt programu satyrycznego komediowo-rewiowego, niż bardziej typowy reality show, czy program konkursowy. We wcześniejszych odcinkach sześciu prowadzących i personel serialu nieustannie powtarzali, że aby osiągnąć cele komediowe, program musi być „3-D”: „Dirty”, „Dangerous” i „Difficult”.

## Prowadzący

### Ostatni skład
- Yoo Jae-suk (główny prowadzący; kwiecień 2005 – marzec 2018)
- Park Myeong-su (maj – lipiec 2015; październik 2015 – marzec 2018)
- Jeong Jun-ha (marzec 2006 – marzec 2018)
- Haha (grudzień 2005 – marzec 2008; marzec 2010 – marzec 2018)
- Yang Se-hyung (marzec 2017 – marzec 2018)
- Jo Se-ho (styczeń – marzec 2018)

### Byli
- Jun Jin (lipiwc 2008 – listopad 2009)
- Gil (kwiecień 2009 – kwiecień 2014)
- Noh Hong-chul (kwiecień 2005 – listopad 2014)
- Jeong Hyeong-don (kwiecień 2005 – listopad 2015)
- Hwang Kwang-hee (kwiecień 2015 – marzec 2017)